# 23818 Метьюлепов
23818 Метьюлепов (23818 Matthewlepow) — астероїд головного поясу, відкритий 17 серпня 1998 року.
Тіссеранів параметр щодо Юпітера — 3,308.